# Taractrocera fusca
Taractrocera fusca là một loài bướm ngày thuộc họ Hesperiidae. Nó là loài duy nhất được tìm thấy ở Western Highlands in New Guinea.